# Leontine T. C. Kelly
Leontine Turpeau Current Kelly (* 5. März 1920 in Washington, D.C.; † 28. Juni 2012 in Oakland) war die erste afroamerikanische Bischöfin der United Methodist Church und – nach Marjorie Matthews – die zweite Frau weltweit, die in einer großen christlichen Konfession das Bischofsamt innehatte.

## Biografie
Leontine Kelly war eine Tochter des methodistischen Pfarrers David D. Turpeau, der Mitglied des Repräsentantenhauses von Ohio war, und der Frauen- und Bürgerrechtlerin Ila Marshall Turpeau. In zweiter Ehe war sie mit dem methodistischen Pfarrer James David Kelly verheiratet. Das Paar hatte vier Kinder, und Leontine Kelly unterrichtete an einer High School Sozialkunde. Nachdem ihr Mann 1969 verstorben war, nahm Leontine Kelly eine eigene „Berufung“ zum Predigtamt wahr. Sie war zunächst Laienpredigerin in Virginia. Dann studierte sie Theologie am Wesley Theological Seminary und erhielt 1976 den Master-Grad des Union Theological Seminary. Nach ihrer Ordination leitete sie zwei Pfarrgemeinden. Sie nahm überregionale Aufgaben in der methodistischen Kirche wahr und wurde als Predigerin bekannt. 1983 wurde Kelly Assistant General Secretary des United Methodist General Board of Discipleship in Nashville, Tennessee. 1984 wählte die Western Jurisdictional Conference ihrer Kirche Kelly ins Bischofsamt. Sie leitete für vier Jahre die San Francisco Episcopal Area. Nachdem sie 1988 in den Ruhestand getreten war, wirkte sie als Dozentin an verschiedenen Hochschulen und war als Predigerin in den Vereinigten Staaten und darüber hinaus tätig. Sie trug wesentlich zur Gründung der Africa University in Simbabwe bei.
Kelly bezog in politischen und kirchenpolitischen Fragen deutlich Stellung. So setzte sie sich für eine Beendigung des atomaren Wettrüstens ein und forderte die Kirchen auf, sich für homosexuelle Christen zu öffnen und AIDS-Kranke zu unterstützen. Sie war Präsidentin des AIDS National Interfaith Network (ANIN) and leitete die Interreligious Health Care ACCESS Campaign. Als einzige Bischöfin nahm sie 1985 am Good Friday Livermore Weapons Laboratory Protest teil und wurde verhaftet.
Für ihr Wirken wurde Leontine Kelly vielfach ausgezeichnet, so erhielt sie beispielsweise zehn Ehrendoktortitel und den Martin Luther King Drum Major for Justice Award. Im Jahr 2000 wurde sie in die National Women’s Hall of Fame aufgenommen. Im Jahr 2002 erhielt sie den Thomas Merton Award.